# تياغو سانتوس (مقاتل)
تياغو سانتوس دي ليما (بالبرتغالية: Thiago Santos de Lima؛ مواليد 7 يناير 1984) هو مقاتل فنون القتال المختلطة برازيلي.

## وصلات خارجية
- تياغو سانتوس (مقاتل) على موقع يو إف سي (الإنجليزية)
- تياغو سانتوس (مقاتل) على موقع بيلاتور (الإنجليزية)
- تياغو سانتوس (مقاتل) على موقع شيردوغ (الإنجليزية)
- تياغو سانتوس (مقاتل) على موقع Tapology.com (الإنجليزية)
- تياغو سانتوس (مقاتل) على موقع IMDb (الإنجليزية)